# الساندرو بتگا
الساندرو بتگا (انگلیسی: Alessandro Bettega؛ زادهٔ ۵ مهٔ ۱۹۸۷) بازیکن فوتبال اهل ایتالیا است.
از باشگاه‌هایی که در آن بازی کرده‌است می‌توان به باشگاه فوتبال یوونتوس، باشگاه فوتبال مونتسا، باشگاه فوتبال یو. اس. پرگولیتزه، و باشگاه فوتبال روبور سیه‌نا اشاره کرد.